# Parc provincial Obed Lake
Le parc provincial Obed Lake est un parc provincial en Alberta, au Canada, situé à 49 kilomètres à l'ouest d'Edson et 37 kilomètres à l'est d'Hinton, sur le côté nord de la route Yellowhead.
Le parc entoure les lacs Obed. Il est situé dans un système de zones humides au centre des contreforts des Rocheuses canadiennes, entre la rivière McLeod et la rivière Athabasca, à une élévation de 1 065 mètres et a une surface de 34 km2. Le parc provincial de Sundance est situé à 27 kilomètres à l'est de ce parc.

## Activités
Les activités disponibles dans le parc sont les suivantes :
- Camping ;
- Canoë et Canoë-kayak ;
- Pêche (Perchaude, Truite brune, Poisson-meunier) ;
- Bateau à moteur.